# Kyyrönsaari (ö i Kajanaland)
Kyyrönsaari är en ö i Finland. Den ligger i sjön Kiantajärvi och i kommunen Suomussalmi i den ekonomiska regionen  Kehys-Kainuu  och landskapet Kajanaland, i den centrala delen av landet, 600 km norr om huvudstaden Helsingfors. Öns area är 2 hektar och dess största längd är 210 meter i öst-västlig riktning.